# Oxidy

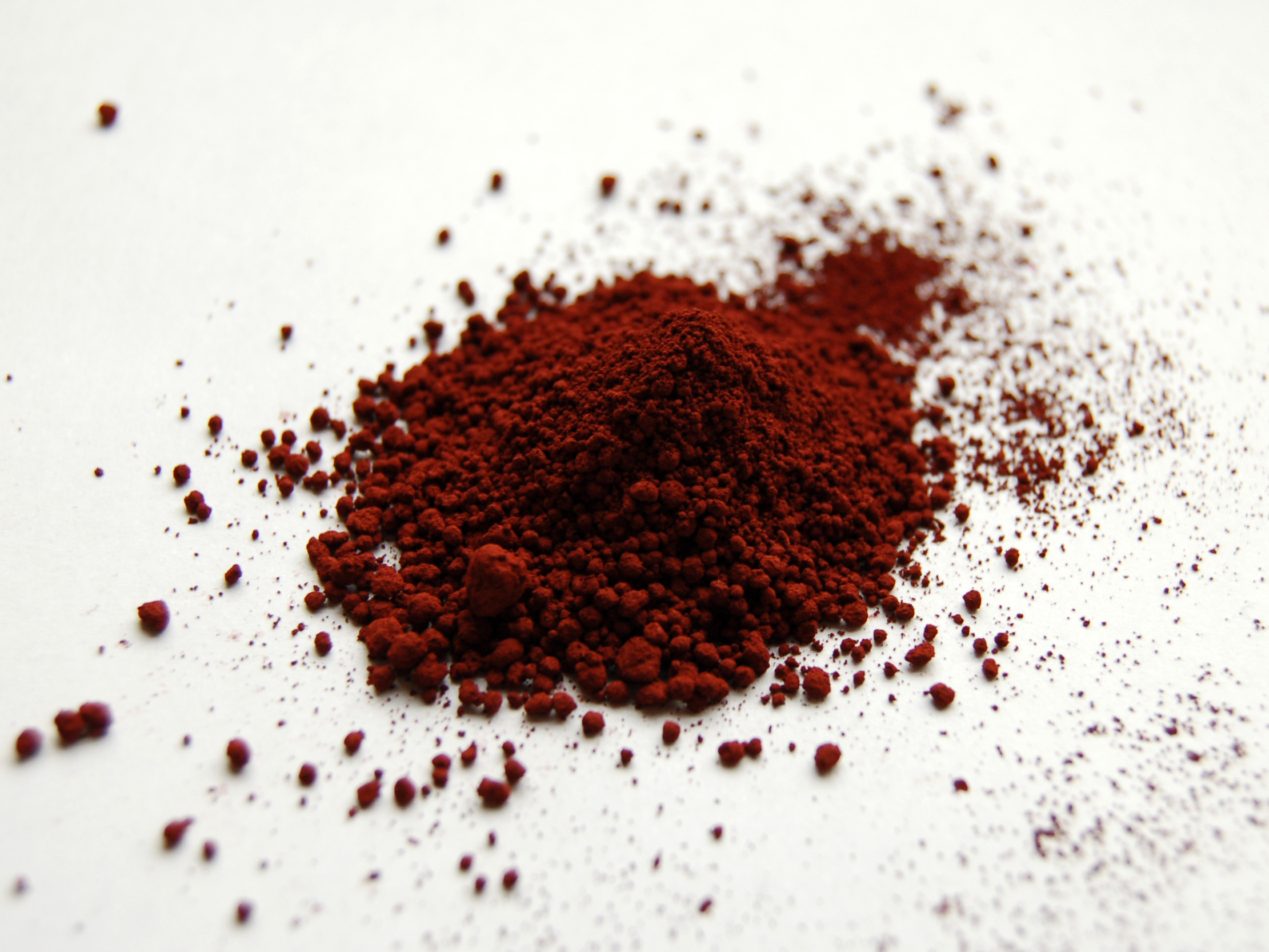
Oxid železitý, Fe_{2}O_{3}

Oxidy (zastarale kysličníky) jsou dvouprvkové sloučeniny kyslíku s méně elektronegativními (elektropozitivnějšími) prvky. Oxidy mohou vznikat buď prudkou oxidací (hořením) za přítomnosti kyslíku anebo pozvolnou oxidací jiným způsobem, zejména kyslíkem atmosférickým anebo kyslíkem obsaženým v některých látkách (oxidačních činidlech), a při dalších chemických reakcích. Kyslík má v oxidech oxidační číslo −II.

## Pojmenování oxidů
V českém jazyce se pro pojmenování oxidů používá unikátní chemické názvosloví, jehož autorem je Vojtěch Šafařík. Vzorec oxidu odpovídá schématu XmOn, kde X je chemická značka prvku a m a n jsou počty atomů. Pokud je počet atomů (m, n) roven jedné, nepíše se ani nevyslovuje. Koncovka názvu je odvozena podle valence příslušného prvku X (pro jedno- až osmimocný prvek postupně -ný, -natý, -itý, -ičitý, -ičný/ečný, -ový, -istý, -ičelý, -utý).
U některých oxidů jsou výjimečné zvláštnosti nebo nepravidelnosti:
- pravidelně utvořený název se nepoužívá nebo se používá méně často, například H2O není oxid vodný ale voda,
- pravidlo valence nutně nezohledňuje násobný počet atomů, například dvě zápisem rozdílné sloučeniny NO2 i N2O4 jsou shodně oxid dusičitý.

### Tabulka
| Oxidační číslo atomu ligandu | Přípona názvu oxidu |
| ---------------------------- | ------------------- |
| I                            | -ný                 |
| II                           | -natý               |
| III                          | -itý                |
| IV                           | -ičitý              |
| V                            | -ičný -ečný         |
| VI                           | -ový                |
| VII                          | -istý               |
| VIII                         | -ičelý              |
| IX                           | -utý                |

Pokud je třeba vypočítat zapsaný poměr mezi atomy, lze použít jednoduché pravidlo:
- Pokud je oxidační číslo n sudé (n=2x, x=1, 2, 3 nebo 4), zapisuje se poměr s počáteční jedničkou (v čitateli): 1:n/2
- Pokud je oxidační číslo n liché (n=2x+1), zapisuje se poměr s dvojkou na začátku 2:n

V současnosti se zvažuje ještě zavedení koncovky -utý pro oxidační číslo atomu oxidu IX.

## Dělení[3][4]

### Dle chemického chování

#### Kyselé
Většinou to jsou oxidy od kovů s oxidačním číslem vyšším než pět a nebo od nekovových prvků. S vodou reagují za vzniku kyslíkatých kyselin, popřípadě, pokud nejsou rozpustné ve vodě, s bází za vzniku solí.

#### Bazické
Oxidy od elektropozitivních prvků (typicky I.A a II.A skupina). S vodou reagují za vzniků hydroxidů daného kovu.

#### Neutrální
Oxidy nereagující s kyselinami ani zásadami. Příklady mohou být oxidy dusnatý a uhelnatý

#### Amfoterní
Většinou oxidy s nízkými oxidačními čísly. Reagují se zásadami i kyselinami za vzniků solí. Jako příklad může být oxid zinečnatý.

### Podle struktury

#### Iontové
V těchto oxidech je mezi atomem kyslíku a druhého prvku iontová vazba. Z toho vyplývá že iontové oxidy tvoří převážně elektropozitivní prvky. O2− iont je silná zásada (s vodou reaguje za vzniku dvou hydroxidových iontů – odnímá jí proton).

#### Polymerní
Tyto oxidy tvoří řetězovité uspořádaní ve kterém se opakuje základní molekula. Příklad může být oxid křemičitý.

#### Molekulové
V těchto oxidech se uplatňují kovalentní vazby.

#### Podvojné
Oxidy obsahující dva různé kovy.